# ترش‌آب پایین
ترش‌آب پایین یک روستا در ایران است که در شهرستان بیرجند واقع شده‌است.